# 提图斯·拉比埃努斯
提图斯·拉比埃努斯（拉丁語：Titus Labienus，约公元前100年-公元前45年3月17日）是罗马共和国末期的一位罗马职业军人。他于公元前63年曾担任过平民保民官。虽然在人们的印象中，他频繁出现在各种有关高卢征伐的记载当中，是尤利乌斯·凯撒在高卢地区最信赖的副将之一，但他在此后的内战中倒向了庞培，并最终在蒙達戰役中被杀。